# ويليام بالمر (طبيب)
ويليام بالمر (بالإنجليزية: William Palmer) (و. 1824 – 1856 م) هو طبيب، وقاتل متسلسل بريطاني، توفي عن عمر يناهز 32 عاماً، بسبب شنق.